# Pronósticos para la Asistencia Pública
Pronósticos para la Asistencia Pública (también conocida como Pronósticos Deportivos), o simplemente Pronósticos, fue una empresa estatal mexicana operadora de juegos de apuestas que fungió como un organismo público descentralizado del Estado mexicano, cuyo objetivo es el de captar recursos destinados para la asistencia pública por medio de apuestas, con premios en dinero en efectivo basados en pronósticos que efectúan los apostadores.
Fue fundado el 24 de febrero de 1978 por decreto presidencial de José López Portillo difundido por el Diario Oficial de la Federación.
En 2022, por decreto de Andrés Manuel López Obrador —inicialmente emitido el 9 de marzo de 2020—, se consumó un proceso de fusión entre Pronósticos y la Lotería Nacional para la Asistencia Pública, con lo que la empresa original desapareció y sus marcas pasaron a manos de Lotenal.

## Historia
Pronósticos para la Asistencia Pública es un organismo público descentralizado del Gobierno Federal de la República Mexicana, con personalidad jurídica y patrimonio propio, constituido el 24 de febrero de 1978 por Decreto publicado en el Diario Oficial de la Federación.
Pronósticos es una entidad que genera sus propios recursos y que no depende del gobierno federal, ni del erario público. Por el contrario, aporta fondos para la noble causa de
la asistencia pública.
En junio de 1978, Pronósticos inició su operación con concursos deportivos sobre el campeonato mundial de fútbol de Argentina. Posteriormente, a partir del comienzo del campeonato de fútbol nacional en septiembre de ese año, los concursos Progol se efectuaron semanalmente.
El 17 de agosto de 1984, la institución cambió su denominación de Pronósticos Deportivos a Pronósticos para la Asistencia Pública.
A partir de 1980, Pronósticos comenzó a incorporar productos como Progol Marcador, Prohit, y Prohit Carrera Inicial; en 1981: Progol Inicial; en 1982 Protouch Y Protouch Inicial; en 1984: Melate; en 1990 se crea el concurso Tris; en 1997 inicia el promocional Revancha; en 1998 se lanzan los Pronósticos Rápidos o Preimpresos; en enero de 1999 se lanzó el concurso Chispazo; en 2002 se genera por primera vez en México una apuesta a través de cajeros automáticos con la quiniela “Juega tu Mundial”.
En marzo de 2007, Pronósticos inicia con la exitosa campaña “Juégatela con México” en la que destacadas personalidades mexicanas prestan su imagen para dar los resultados de los números ganadores de los sorteos, convirtiéndose así en embajadores de la asistencia pública, a la fecha ya suman más de 300.
Para mayo de 2008, Pronósticos lanzó un servicio llamado “Melate Móvil” en conjunto con la compañía Telcel, que permite jugar a los usuarios desde un celular con ayuda de una tarjeta prepagada.
Al mes siguiente, a fin de implementar una estrategia B2B, Pronósticos pone a la venta Melate-Revancha en las tiendas de autoservicio Soriana y City Club.
Ese mismo año durante el mes de julio, Pronósticos lanza al mercado 33 nuevos juegos instantáneos “Raspaditos” con nueva imagen mucho más fresca y de mayor impacto, asimismo, Adolfo Blanco Tatto, Director General, dio a conocer un nuevo canal de juegos para poder participar en sorteos de Melate y Revancha por internet, el cual inició de operaciones en el mes de octubre, esto representa una gran innovación en materia de juegos y sorteos al tener además con amplios estándares de seguridad de información.
Durante el mes de junio del 2009, Pronósticos amplió su estrategia B2B con la comercialización de Melate-Revancha a través de la cadena de conveniencia 7-Eleven, a la que posteriormente se suman Farmapronto, Oxxo y Farmacias Benavides. Además, en diciembre de ese mismo año, se lanzó el sorteo “Pronos Más”. 
En 2010, Pronósticos implementa: la venta de Melate y Revancha a través de la compañía Movistar, además de la expansión de su venta gracias a los teléfonos denominados Teléfonos inteligentes, con estos equipos se puede jugar ingresando a la página de internet de Melate.
Posteriormente en marzo, ante el éxito de Melate y Revancha vía internet, Pronósticos crea Raspaditos en Línea. En abril, lanza Progol Media Semana, innovación de Progol, la quiniela líder en la entrega de premios.
El 1 de junio sale al mercado Melate Retro, que retoma el formato original de Melate al tener que acertar a 6 de 39 números. Al siguiente mes, Pronósticos mejoró la imagen de Raspaditos, cambiando el logotipo de esta modalidad y adaptando su tamaño y características para diferenciarlos entre sí, implementando las mejores prácticas mundiales.
Para el mes de agosto, Pronósticos lanzó “Revanchita”, la tercera oportunidad de ganar con los mismos números de Melate y Revancha, y en septiembre, anunció el incremento de los premios de Revancha al aumentar la bolsa inicial garantizada.
A partir de octubre de 2016, al cumplirse un año en su gestión como Director General de la Lotería Nacional y Pronósticos para la Asistencia Pública, el Lic. Pedro Pablo Treviño Villarreal, realizó el lanzamiento al mercado del nuevo “Cachito Electrónico”, mediante el cual se inicia una nueva etapa en ambas instituciones, con una estrategia de comercialización más agresiva para incorporar al sector de los jóvenes, de igual forma el incremento de agencias de venta en línea ayudan a la evolución de la Institución.

## Desarrollo tecnológico
Debido a los desarrollos informáticos, fue realizada una modificación al Decreto de Creación de Pronósticos para la Asistencia Pública, por lo que resultó necesario ampliar el objeto y fin de Pronósticos para la Asistencia Pública. De igual modo, se buscó aprovechar la red de agencias para facilitar al público apostador la participación en nuevos tipos de sorteos así como la adquisición de diversos bienes, el pago de servicios e impuestos y la ampliación de fondos para Asistencia Pública por parte del gobierno mexicano.
En 2008, Pronósticos abre sus fronteras y comienza a expandir sus canales de venta. Pronósticos comienza a vender Melate por Internet y por celular así como también en tiendas de autoservicio.
En 2016 comienza la venta de la mayoría de losproductos de Pronósticos a través de diferentes agencias virtuales.

## Realización de sorteos
La organización cuenta con 6 estuches de esferas para cada tipo de apuesta (Melate, Revancha, Revanchita, Chispazo, Tris y Gana Gato), cada uno de los cuales posee los siguientes juegos de esferas:
- Melate: 56 esferas numeradas del 1 al 56, en cada estuche.
- Revancha: 56 esferas numeradas del 1 al 56, en cada estuche.
- Revanchita: 56 esferas numeradas del 1 al 56, en cada estuche
- Chispazo: 28 esferas numeradas del 1 al 28, en cada estuche.
- Tris: 5 juegos de esferas numeradas del 0 al 9, en cada estuche.
- Gana Gato: 8 juegos de esferas numeradas del 1 al 5, en cada estuche.
- Melate Retro: 39 esferas numeradas del 1 al 39, en cada estuche

Para sortear el estuche que se utilizará en el sorteo, se tiene un juego de esferas numeradas del 1 al 6, para cada producto. Cada esfera deberá pesar entre 2.2 y 2.9 gramos, así mismo, en un estuche o juego de esferas, la diferencia entre la esfera con el menor peso y la de mayor peso debe ser como máximo de 0.15 gramos, de acuerdo a parámetros internacionales. El tamaño de cada esfera debe estar comprendido entre 37 mm. y 39 mm de diámetro. Para el pesaje de las esferas, se tienen 5 básculas electrónicas de precisión
las cuales están calibradas por una empresa acreditada ante la Entidad Mexicana de Acreditación.
Para el caso de Progol se tiene una quiniela de 14 partidos de fútbol soccer nacional e internacional, en la que se debe predecir el resultado (Local, Empate o Visita). Para los resultados de cada encuentro solo se toma en cuenta el obtenido en los 90 minutos de juego regular, sin tiempos extras.
El concurso Progol Media Semana está formado por 9 (nueve) partidos que se juegan entre martes y jueves; para ganar se debe elegir uno de los tres posible resultados (si gana el equipo Local, si habrá Empate o gana el equipo Visitante) de cada uno de los juegos que forman la quiniela. El resultado válido para esta quiniela será el de tiempo reglamentario, es decir sin tiempos extras.

## Procedimiento general para los sorteos
Se cierran las ventas de apuestas de manera automática a una hora prefijada. Se pesan las 6 esferas con las cuales se efectúa un sorteo para seleccionar cual de los 6 estuches se utilizará en el sorteo correspondiente. Se lleva a cabo el sorteo para seleccionar el estuche que contiene las esferas que se utilizarán en el sorteo.
En el Procedimiento de Sorteos están establecidas cuantas veces por semana se deben sortear los estuches de esferas que se utilizarán por cada tipo de apuesta.
Melate Revancha y Revanchita: tres sorteos semanales (miércoles, viernes y domingos). Melate Retro: dos sorteos semanales (martes y sábados). Tris: cinco sorteos diarios (Tris Mediodía, Tris de las Tres, Tris Extra, Tris de las Siete y Tris Clásico). Chispazo: dos sorteos diarios (Chispazo de las Tres y Chispazo Clásico). Gana Gato: martes, jueves y sábado (sorteos nocturnos)
Las esferas son colocadas en los alimentadores de la máquina de sorteos del tipo de apuesta específico. Se graban en los dispositivos de almacenamiento de datos todas las apuestas captadas para los sorteos y concursos de que se trate, así como la firma electrónica del archivo que contiene dichas apuestas. El representante de la Coordinación de
Tecnologías de la Información y Comunicaciones del organismo entrega al Inspector de la Secretaría de Gobernación el dispositivo de almacenamiento de datos que contiene la firma electrónica correspondiente al archivo de todas las apuestas captadas para los sorteos y concursos de que se trate, quien a su vez lo deposita en una caja de seguridad, a la cual únicamente tiene acceso el Órgano Interno de Control para extraerlos y efectuar su proceso de verificación de ganadores.
Se realizan los sorteos de los productos de que se trate, de acuerdo al día de la semana:
- Tris: lunes a domingos, Mediodía a las 13:00 Horas. De las Tres a las 15:00 Horas. Extra a las 17:00 Horas. De las Siete a las 19:00 Horas. y Clásico a las 21:00 Horas.
- Chispazo: lunes a domingos, De las Tres a las 15:00 horas. y Clásico a las 21:00 horas
- Gana Gato: martes, jueves y sábados, a las 21:00 horas.
- Melate Revancha y Revanchita: miércoles, viernes y domingos, a las 21:00 horas.
- Melate Retro: martes y sábados, a las 21:00 horas.

El sorteo se realiza de la siguiente manera:
- Se alimentan las esferas colocadas en los tubos alimentadores a la cámara de mezclado de la máquina de sorteos.
- Se enciende la máquina de sorteos y mediante inyección de aire con la turbina de la propia máquina, se remueven y mezclan las esferas durante 10 segundos aproximadamente.
- Después de los 10 segundos de mezclado, se abren las tapas de los conductos de salida, por donde suben las esferas que corresponden a los números ganadores.

Los números ganadores son registrados en el formato correspondiente, el cual firma como certificación el Inspector de la Secretaría de Gobernación, además de quien lo elabora y los representantes de la Coordinación de Tecnologías de la Información y Comunicaciones y de la Gerencia de Sorteos. Con base en ese formato, se realiza la captura de los números ganadores en el equipo de cómputo y se lleva a cabo el proceso para seleccionar las quinielas que obtuvieron premio. Luego es elaborada el Acta de cada sorteo, que es firmada por los tres representantes de Pronósticos y por el Inspector de la Secretaría de Gobernación.
Cada uno de los concursos y sorteos que efectúa Pronósticos se encuentra regulado por un Reglamento y que estos son publicados en el D.O.F.